# فصل بزهکاری
فصل بزهکاری (به انگلیسی: The Delinquent Season) یا فصل دلخواه فیلمی محصول سال ۲۰۱۸ و به کارگردانی مارک اوره است. در این فیلم بازیگرانی همچون کیلین مورفی، کاترین واکر، اوا برتیستل و اندرو اسکات ایفای نقش کرده‌اند.